# Wen-tchien (modul vesmírné stanice)

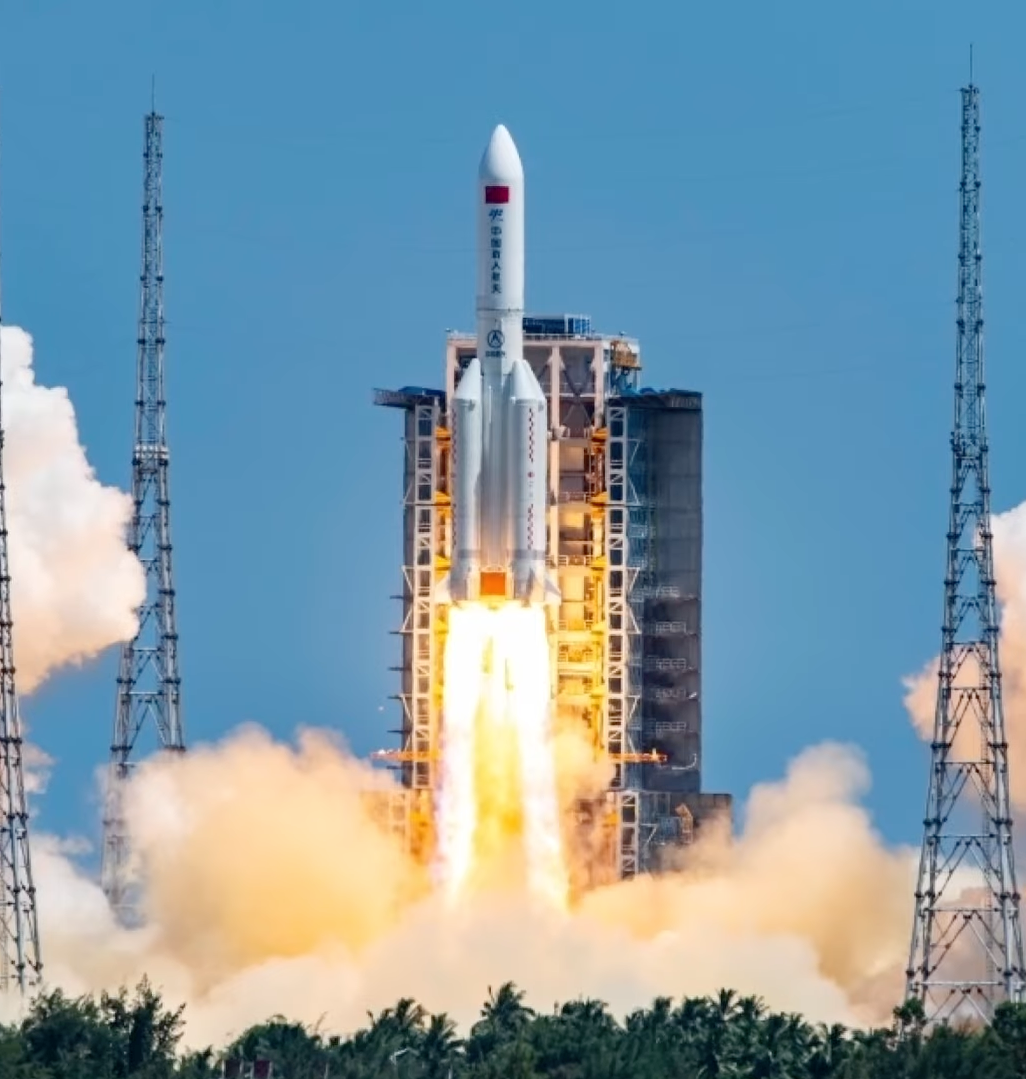
Start modulu Wen-tchien 24. července 2022

Animace rozvinutí solárních panelů modulu po startu

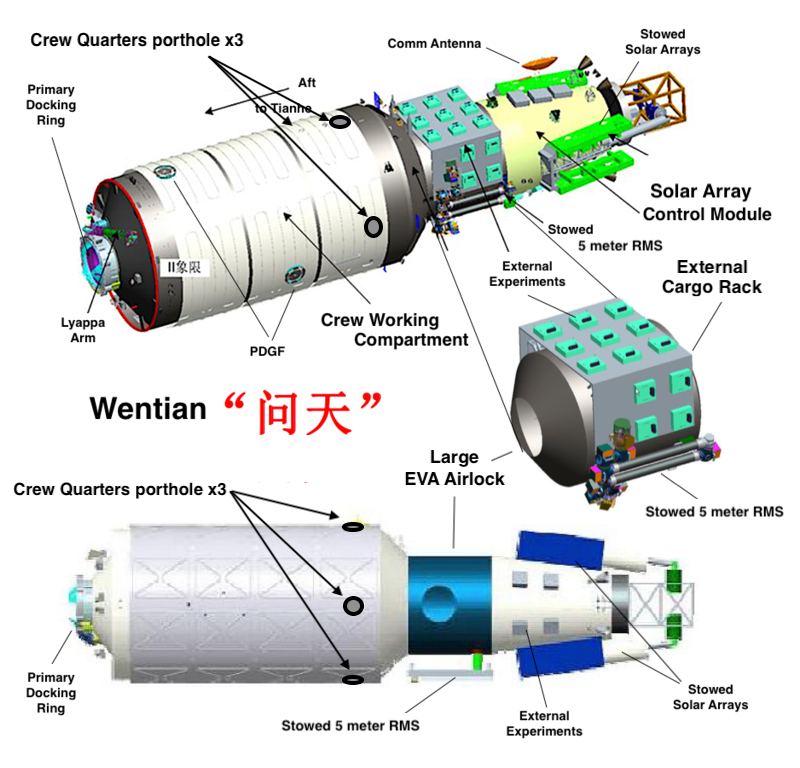
Uspořádání modulu a vybavení na jeho povrchu

Wen-tchien (čínsky pchin-jinem Wèn Tiān, znaky 問天; česky Hledání nebes; anglický přepis: Wentian) je laboratorní modul čínské Vesmírné stanice Tchien-kung (TSS). Vypuštěn byl 24. července 2022 a po třinácti hodinách se připojil k modulu stanice Tchien-che, který je na oběžné dráze od dubna 2021 a tvoří jádro TSS.

## Modul
Wen-tchien je válcovité, mírně se zužující těleso dlouhé 17,9 metru, maximální vnější průměr dosahuje 4,2 metru. Ze startovní hmotnosti kolem 23 tun tvořily okolo 1550 kg pohonné látky. Modul má celkem 36 trysek, z nichž jsou 4 větší určeny pro orbitální manévry při příletu modulu ke stanici a zbývajících 32 je určeno pro jemné řízení polohy. Do elektrického systému TSS modul přispívá dvěma páry fotovoltaických panelů, jejichž celkové rozpětí po plném roztažení přesahuje 50 metrů a plocha každého z obou panelů je asi 110 m2. Vizuálně je velmi podobné současně vyvinutému modulu Meng-tchien.
Modul má tři základní části – obytnou sekci, nákladní sekci a řídící sekci. Nákladní sekce obsahuje také jako přechodovou komoru pro výstupy do volného prostoru. Servisní sekce obsahuje veškeré vybavení potřebné k řízení modulu při příletu k TSS včetně nádrží na pohonné hmoty a solárních panelů. Veškeré vybavení včetně navigační avioniky, pohonu a řízení orientace bude po připojení sloužit jako záloha pro obdobné vybavení v hlavním modulu Tchien-che.
Obytná sekce nabízí výzkumníkům na palubě stanice 50 metrů krychlových dodatečného vnitřního prostoru včetně 3 spacích prostorů a nové toalety. Významně se rozšiřují možnosti  provádění vědeckých experimentů, zaměřených zejména na výzkum věd o živé přírodě ve vesmíru, a to jak v přetlakovém prostředí uvnitř stanice, tak na jejím vnějším povrchu, aby byly vzorky a přístroje vystaveny kosmickému prostředí, kosmickému záření, vakuu a slunečnímu větru (na nákladní sekci a na řídicí sekci je 22 standardních adaptérů na umístění externích experimentů a externí experimentů a navíc 2 na rozměrnější vybavení).
Součástí Wen-tchienu je také malé robotické rameno o délce 5 metrů. Je doplňkem k velkému desetimetrovému rameni na modulu Tchien-che a má sice v porovnání s ním pouze osminovou nosnost, ale 5x lepší přesnost polohy. Proto bude především sloužit k přesunu experimentů a jejich přesnému umisťování do adaptérů na vnější straně modulu. Při využití speciálního adaptéru bude možné ramena z obou modulů spojit a používat je společně.

## Průběh letu
Modul byl vypuštěn 24. července 2022 v 06:22.32,057 UTC na raketě Čchang-čeng (Dlouhý pochod) 5B ze vzletové rampy 101 kosmodromu Wen-čchang. Po dosažení oběžné dráhy se modul silami vlastních 4 hlavních a 32 orientačních motorů přiblížil k TSS a ve 19:13 UTC se připojil k přednímu (forward) portu modulu Tchien-che. Ten je základním modulem TSS a obývá ho tříčlenná posádka připojené lodi Šen-čou 14, součástí sestavy je také nákladní loď Tchien-čou 4. Posádka do modulu Wen-tchien poprvé vstoupila 25. července 2022 v 02:03 UTC.  
Centrální stupeň rakety Čchang-čeng 5B, který dopravil modul Wen-tchien na oběžnou dráhu, byl ponechán svému osudu a 30. července 2022 v 16:51 UTC vstoupil neřízeně do atmosféry na severovýchodě Indického oceánu. Jeho hořící trosky byly zachyceny na videích z malajsijského státu Sarawak na severu ostrova Borneo a na stejném ostrově bylo také později nalezeno několik neshořelých zbytků. Opakoval se tak scénář z obou předchozích startů varianty 5B, které také skončily neřízeným zánikem centrálního stupně – jak v květnu 2020 po vynesení nové generace čínské pilotované kosmické lodi, tak v květnu 2021 po letu s modulem Tchien-che.
Modul byl 30. září 2022 při asi hodinové manipulaci pomocí robotické ruky stanice odpojen z předního dokovacího portu Tchien-che forward a po otočení o 90 stupňů v 04:44 UTC připojen k pravobočnímu (starboard) dokovacímu portu. Plná integrace Wen-tchienu s modulem Tchien-che si vyžádá dva až tři výstupy posádky stanice do volného prostoru. Přední port modulu Tchien-che se tak uvolnila pro přílet druhého laboratorního modulu Meng-tchien, který by měl být vypuštěn během několika týdnů.